# Benson (Arizona)
Benson település az Amerikai Egyesült Államok Arizona államában, Cochise megyében. Lakosainak száma 5355 fő (2020. április 1.).

## Közlekedés

### Vasút
A települést napi egy pár Texas Eagle néven futó Amtrak távolsági vonatjárat érinti.

## Népesség
A település népességének változása:

| 2010 | 5 105 |
| 2020 | 5 355 |